# Диселенид гадолиния
Диселенид гадолиния — бинарное неорганическое соединение
селена и гадолиния
с формулой GdSe2,
кристаллы.

## Получение
- Сплавление стехиометрических количеств чистых веществ:

{\displaystyle {\mathsf {2Se+Gd\ {\xrightarrow {}}\ GdSe_{2}}}}

## Физические свойства
Диселенид гадолиния образует кристаллы 
ромбической сингонии, пространственная группа P nma, параметры ячейки a = 0,727 нм, b = 0,403 нм, c = 0,830 нм, Z = 4, структура типа диселенида тория ThSe2
.
Существует близкое по составу соединение GdSe1,8.